# 이치조 우치모토
이치죠 우치모토(일본어: 一条 内基 いちじょう うちもと[*])는 센고쿠 시대 후기부터 에도 시대 초기에 걸쳐 살은 공경이다. 관백 이치죠 후사미치의 차남이다. 관위는 종1위 관백, 좌대신이다. 이치죠가 13대 당주이다. 호는 지조신인(自浄心院)・아소즈키(翫月) 등이고, 한글자 이름은 안(杏)이다. 혼노지의 변이 일어났을 때의 관백이었다.

## 약력
덴분 17년 (1548년), 이치죠 후사미치의 차남으로 태어났다. 19살 차이의 형 카네후유의 죽음으로 가독을 이었다. 고지 4년 (1558년) 원복, 정5위하에 올랐고, 에이로쿠 3년 (1560년)에는 종3위에 올랐다. 에이로쿠 8년 (1565년)에는 곤다이나곤이 되었고, 덴쇼 원년 (1573년)에 정2위에 올랐다. 같은 해, 분가인 토사 이치죠씨의 이치죠 카네사다를 방문해, 토사국에 체류했다. 같은 해, 카네사다가 은거하자, 대를 이은 카네사다의 아들 만치요의 원복을 거행하고, 편휘(内의 한글자)를 주어, "이치죠 타다마사 (一条内政)"라 칭하게 하고, 좌근위중장으로 천거하였다. 덴쇼 3년 (1575년) 귀경하고, 내대신에 임명되었다.
덴쇼 4년 (1576년)에 우대신, 덴쇼 5년 (1577년)에는 좌대신과 승진을 거듭해, 덴쇼 9년 (1581년)에는 오기마치 천황의 관백, 후지와라 씨장자가 되었다. 이듬해에는 종1위에 올랐다. 덴쇼 12년 (1584년)에 좌대신, 관백을 사임하고, 니죠 아키자네에게 물려주었다 (다음 해, 코노에 노부타다와 관백상론이 되어, 결국 도요토미 히데요시가 관백이 된다).
자식을 얻지 못했기 때문에, 고요제이 천황의 황자 큐노미야를 양자로 하여 (이치죠 아키요시), 이치죠가를 잇도록 하였다 (이로 인해, 이치죠가는 황별섭가가 된다). 게이초 16년 (1611년), 64세의 나이로 사망했다.

## 관직 이력
- 고지
  - 4년 (1558년) 1월 - 정5위하, 우근위권소장
  - 4년 (1558년) 4월 - 종4위하
- 에이로쿠
  - 2년 (1559년) 7월 - 정4위하, 좌근위권중장
  - 3년 (1560년) 1월 - 종3위
  - 4년 (1561년) 8월 - 곤츄나곤
  - 6년 (1563년) 6월 - 정3위
  - 8년 (1565년) 12월 - 곤다이나곤
  - 10년 (1567년) 12월 - 종2위
- 겐키
  - 4년 (1573년) 6월 - 정2위
- 덴쇼
  - 3년 (1575년) 11월 - 내대신
  - 4년 (1576년) 11월 - 우대신
  - 5년 (1577년) 11월 - 좌대신
  - 9년 (1581년) 4월 - 관백, 씨장자
  - 10년 (1582년) 10월 - 종1위
  - 12월 (1584년) 12월 - 좌대신, 관백을 사퇴함.

## 편휘를 받은 인물
- 이치죠 타다마사 (一条内政) - 토사 이치죠씨 당주. "内"자를 받은 경위는 앞에 써있는 것과 같다.